# 前肛舌珍魚
前肛舌珍魚，為輻鰭魚綱水珍魚目水珍魚科的其中一種，為熱帶海水魚，分布於西印度洋阿拉伯海海域，深度75-174公尺，體長可達7公分，棲息在底層水域，生活習性不明。

## 扩展阅读
維基物種上的相關：前肛舌珍魚